# Serra de Corbera
Serra de Corbera este o arie protejată (arie specială de conservare — SAC, sit de importanță comunitară — SCI) din Spania întinsă pe o suprafață de 4.819,84 ha, integral pe uscat.

## Localizare
Centrul sitului Serra de Corbera este situat la coordonatele 39°06′41″N 0°19′35″W / 39.1114°N 0.3264°V.

## Înființare
Situl Serra de Corbera a fost declarat sit de importanță comunitară în decembrie 1997 pentru a proteja 1 specie de animale. Situl a fost protejat și ca arie specială de conservare în octombrie 2020.

## Biodiversitate
Situată în ecoregiunea mediteraneană, aria protejată conține 8 habitate naturale: Peșteri inaccesibile publicului, Pajiști carstice calcaroase sau bazofile, de Alysso-Sedion albi, Păduri de Quercus ilex și Quercus rotundifolia, Pseudostepă cu ierburi și specii anuale de Thero-Brachypodietea, Matorral arborescenți cu Laurus nobilis, Tufărișuri termo-mediteraneene și de pre-deșert, Pante stâncoase calcaroase cu vegetație casmofită, Galerii și tufărișuri riverane sudice (Nerio-Tamaricetea și Securinegion tinctoriae).
La baza desemnării sitului se află o specie protejată de  păsări: Hieraaetus fasciatus.
Pe lângă speciile protejate, pe teritoriul sitului au mai fost identificate 4 specii de plante.